# Mallinus defectus
Mallinus defectus är en spindelart som beskrevs av Embrik Strand 1906. Mallinus defectus ingår i släktet Mallinus och familjen Zodariidae.
Artens utbredningsområde är Tunisien. Inga underarter finns listade i Catalogue of Life.